# ایسوزو گیگا

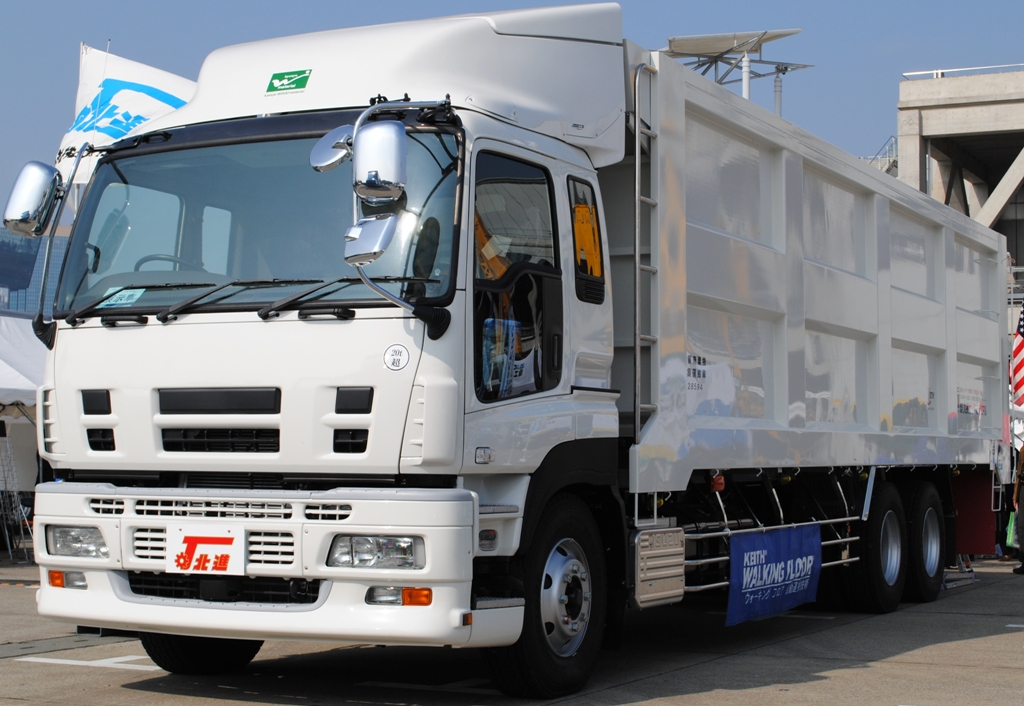

ایسوزو گیگا (Isuzu Giga) خودرویی است که از سال ۱۹۹۴ تا کنون تولید شده‌است.
این خودرو در کلاس کامیون قرار گرفته، ‌است. سیستم جعبه‌دندهٔ آن به دو صورت خودکار و دستی است.